# Москва-Пасажирська-Київська
Київський вокзал (до 1934 року — Брянський вокзал) — пасажирський термінал станції Москва-Пасажирська-Київська, один з десяти залізничних вокзалів Москви, пам'ятка архітектури та інженерного мистецтва. Розташований за адресою: м. Москва, площа Київського вокзалу, 1.

## Опис
Станція Москва-Пасажирська-Київська Московської залізниці входить до Московсько-Смоленського центру організації роботи залізничних станцій ДЦС-3 Московської дирекції управління рухом.
За основним застосування є пасажирською, за обсягом роботи — позакласна. Є тупиковою (нетранзитною), початковим пунктом Київського напрямку Московської залізниці, як частина магістралі Москва — Київ.

## Історія
Рішення про будівництво Київського вокзалу було прийнято у 1912 році, в рік 100-річчя Бородінської битви. Зважаючи на розташування вокзалу біля початку дороги від Москви на Бородіно, і для розвантаження транспортних потоків на вимогу міської влади на гроші інвесторів вокзалу спочатку був побудований Бородінський міст (архітектор Роман Клейн).

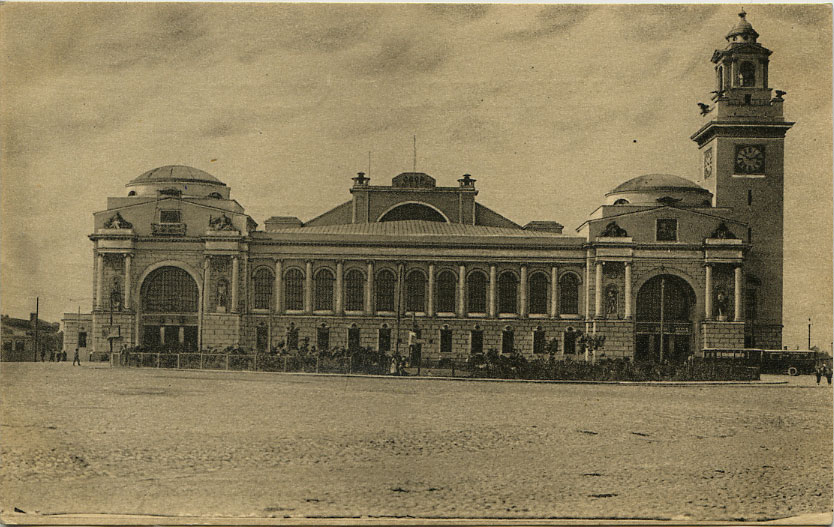
Брянський вокзал

Вокзал споруджено у 1914—1918 роках. Архітектурний проєкт — Івана Рерберга, за участю B'ячеслава Олтаржевського, проєкт дебаркадера і перекриттів залів — Володимир Шухов, скульптор Сергій Альошин, розпису залів — художник Федір Рерберг. У архітектурної концепції вокзалу, в розписах залів та скульптурах монументально підкреслено зв'язок з французько-російською війною 1812 року. Вокзал побудований в неокласичному стилі з елементами ампіру. Загальна площа Київського вокзалу понад 36 тис. м².
До будівлі вокзалу примикає дебаркадер: простір над платформами перекриває величезне засклене аркове покриття (завдовжки 321 м, ширина прольоту 47,9 м, висота 28 м, вага конструкцій понад 1250 тонн), що має форму параболи. Стальні високі тришарнірні аркові ферми прекрасно видно і демонструють витонченість величного споруди.
18 лютого 1918 року від перону Київського вокзалу відправився перший поїзд.
У Генеральному плані реконструкції Москви 1935 року для того, щоб підкреслити велич будівлі Київського вокзалу, було вирішено розширити площу Київського вокзалу до Дорогомілово і архітектурно оформити її з урахуванням ансамблю річки Москва та Бородінського мосту.
У 1940—1945 роках з північного боку вокзалу був добудований корпус з приміським касовим залом та станцією метро «Київська» (архітектор  Дмитро Чечулін).

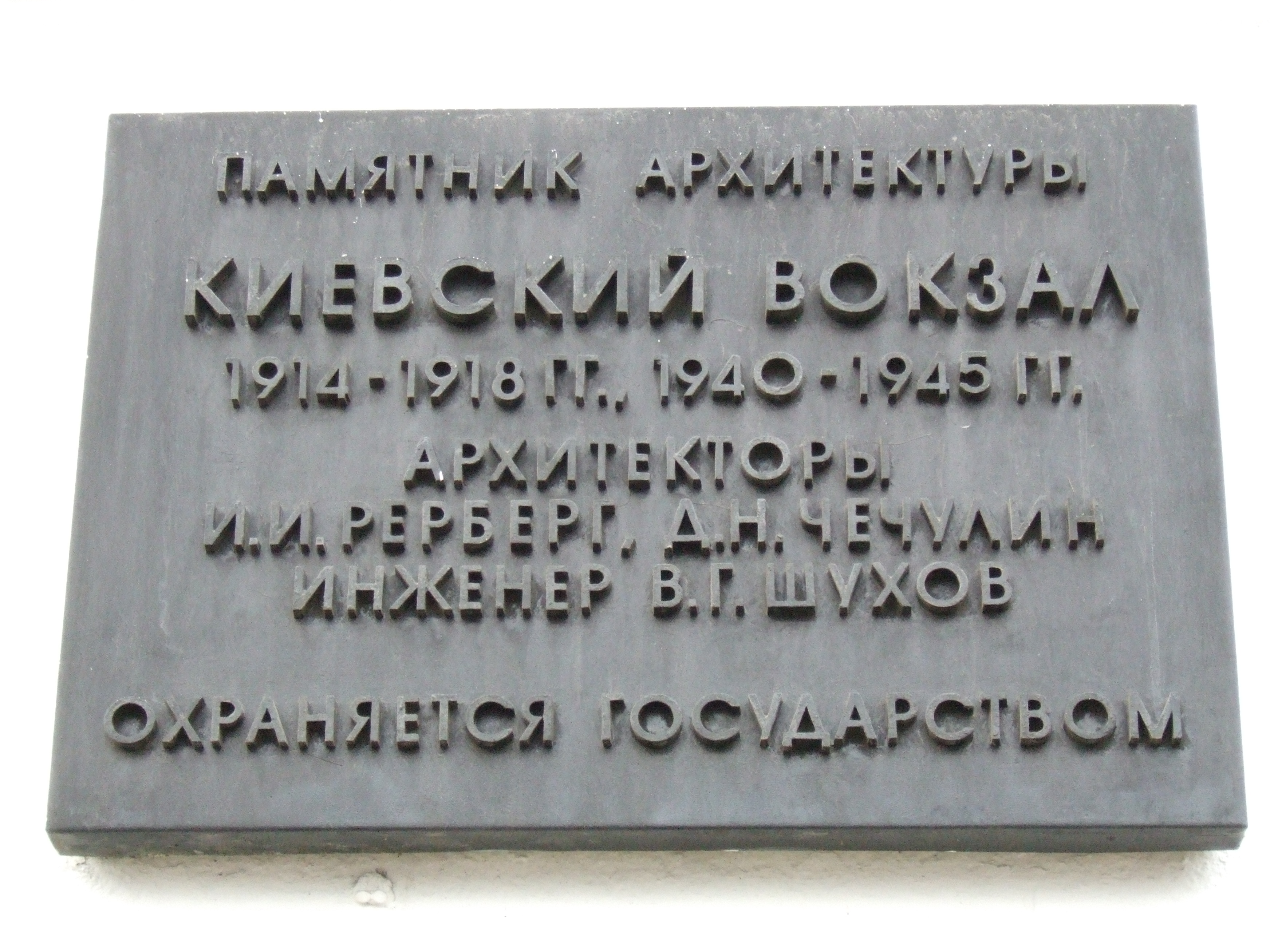
Меморіальна дошка на будівлі вокзалу

У 1974 році вперше в СРСР на Київському вокзалі встановлена інформаційна система «Візінформ» (виробництва Угорщини).
У 2003—2004 роках дебаркадер Київського вокзалу був перебудований за спрощеним проєктом: 27 клепаних сталевих арок перекриттів замінені зварними, залишені лише чотири клепані шуховські арки в торці перекриття, що примикають до будівлі вокзалу. Зовнішній вигляд дебаркадера істотно не змінився.
На вежі Київського вокзалу встановлені механічні годинники, які раніше вручну переводилися на зимовий та літній час двічі на рік. Це єдині такі годинники в Москві, за винятком курантів Кремля.

## Пасажирське сполучення
У безпосередній близькості до Київського вокзалу знаходяться дві залізничні станції — Москва-Пасажирська-Київська (код ЄМР 811903) та Москва-Товарна-Київська (код ЄМР 198002). Однак вантажного сполучення на станціє н існує, вантажні поїзди прямують до станції Москва-Сортувальна-Київська (за 4 км від Київського вокзалу).
Від Київського вокзалу прямують приміські електропоїзди на Сонячну, Лісний Городок, Апрелєвку, Бекасово I, Хрести, Нару, Малоярославець, Калугу I і Калугу II, а також аероекспреси до аеропорту Внуково та Калуги.
Швидкі і пасажирські поїзди з Київського вокзалу курсують до Брянська. До 18 березня 2020 року курсували пасажирські поїзди на Київ, звідти — в інші великі міста України та Молдови.
З 8 грудня 2019 року призначався нічний швидкий поїзд формуванням «Укрзалізниці» № 74/106 «Придніпров'я» сполученням Кривий Ріг / Дніпро — Москва, що прямував через Харків, Лозову, Синельникове I, Запоріжжя I, Нікополь, який був перенаправлений з Курського вокзалу Москви на Київський вокзал. Оскільки на Київському вокзалі Москви вже був у розкладі руху поїзд під № 74/73 сполученням Львів — Москва, то криворізькому швидкому поїзду довелося змінити нумерацію на № 95/96. 
У безпосередній близькості від Київського вокзалу розташований вхід на три станції метро «Київська» — Арбатсько-Покровської, Кільцевої та Філівської ліній.

## Галерея

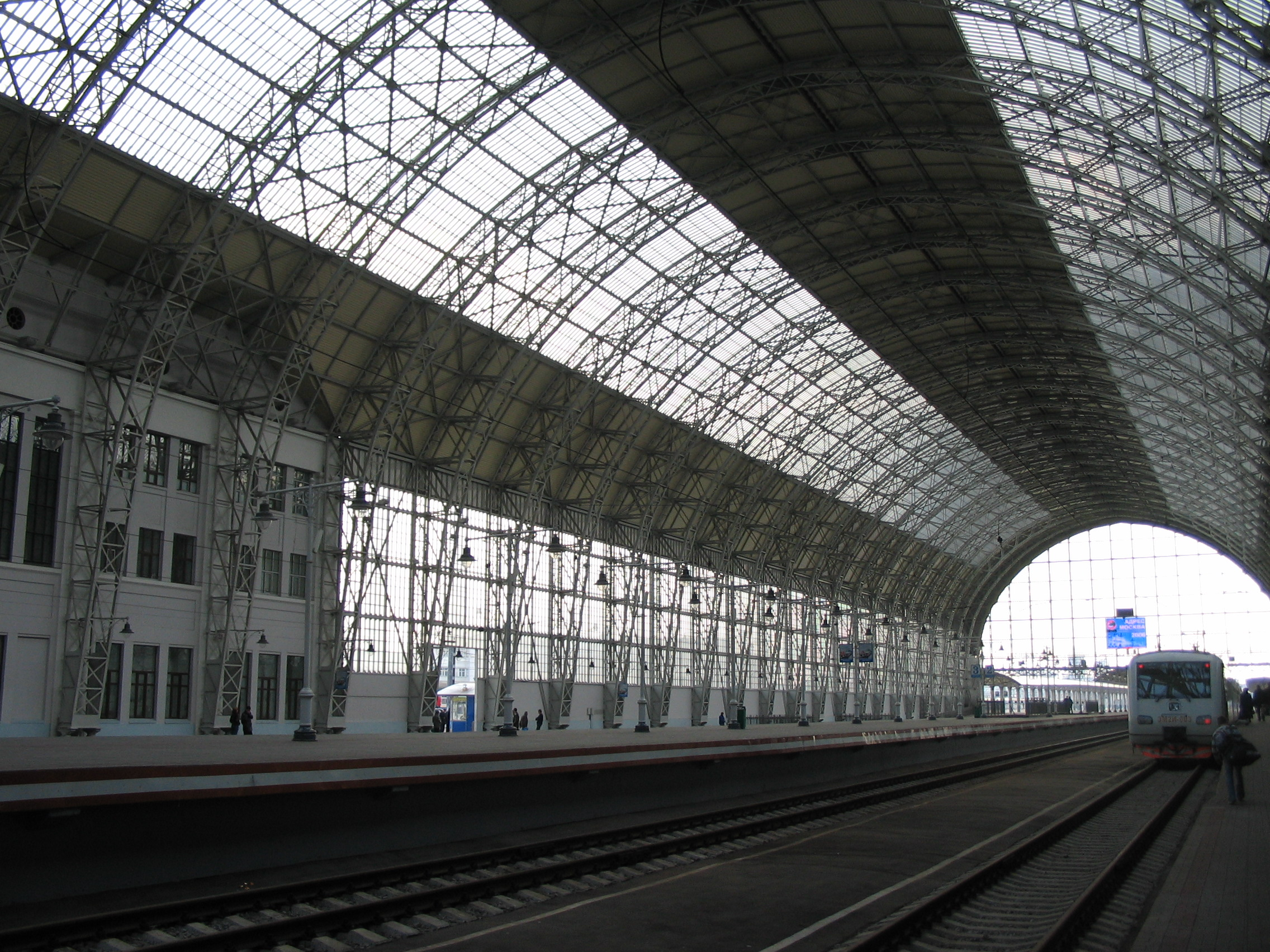
Шуховський метало-скляний дебаркадер Київського вокзалу
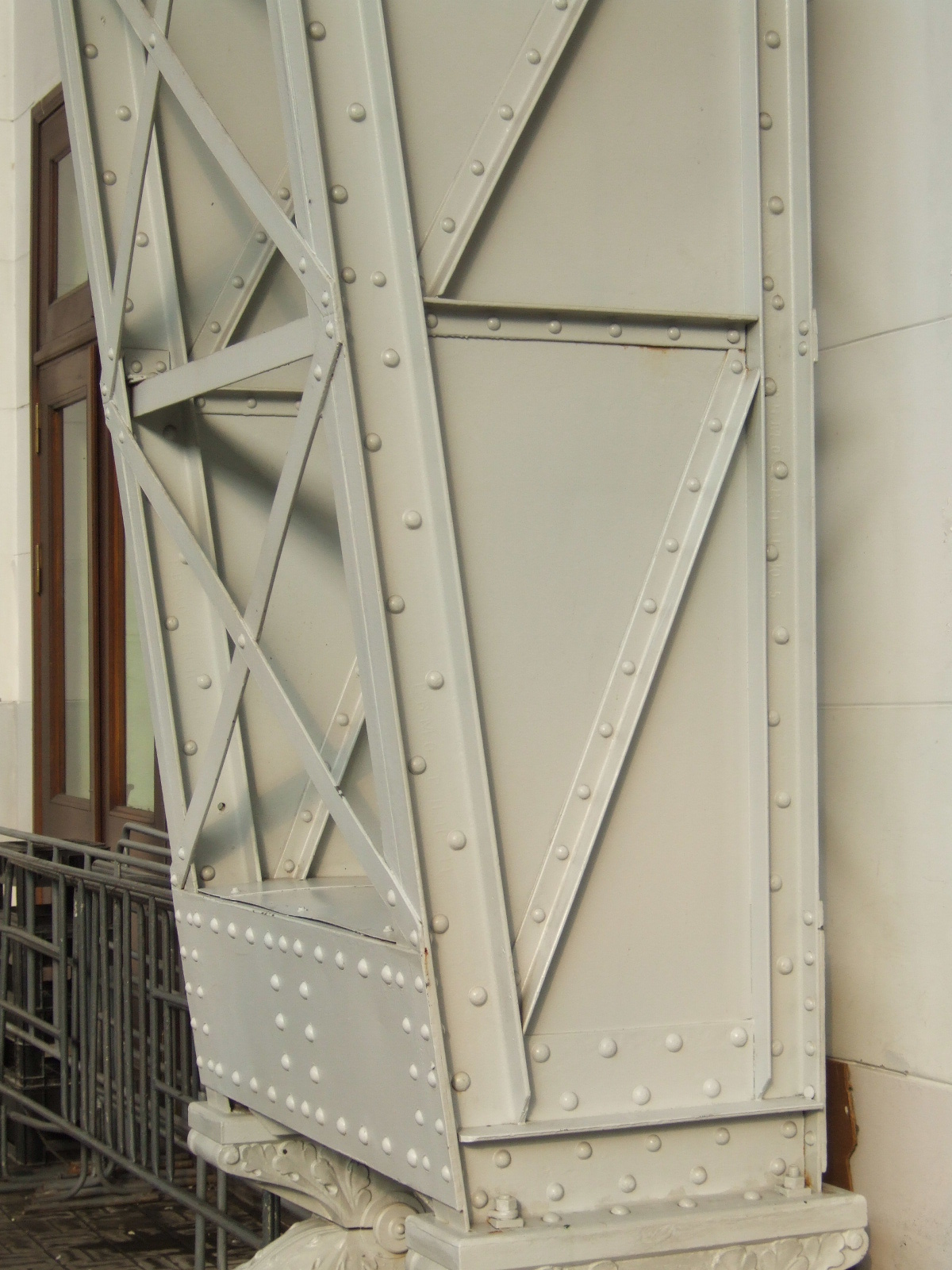
Опора несучої арки Київського вокзалу із заклепками
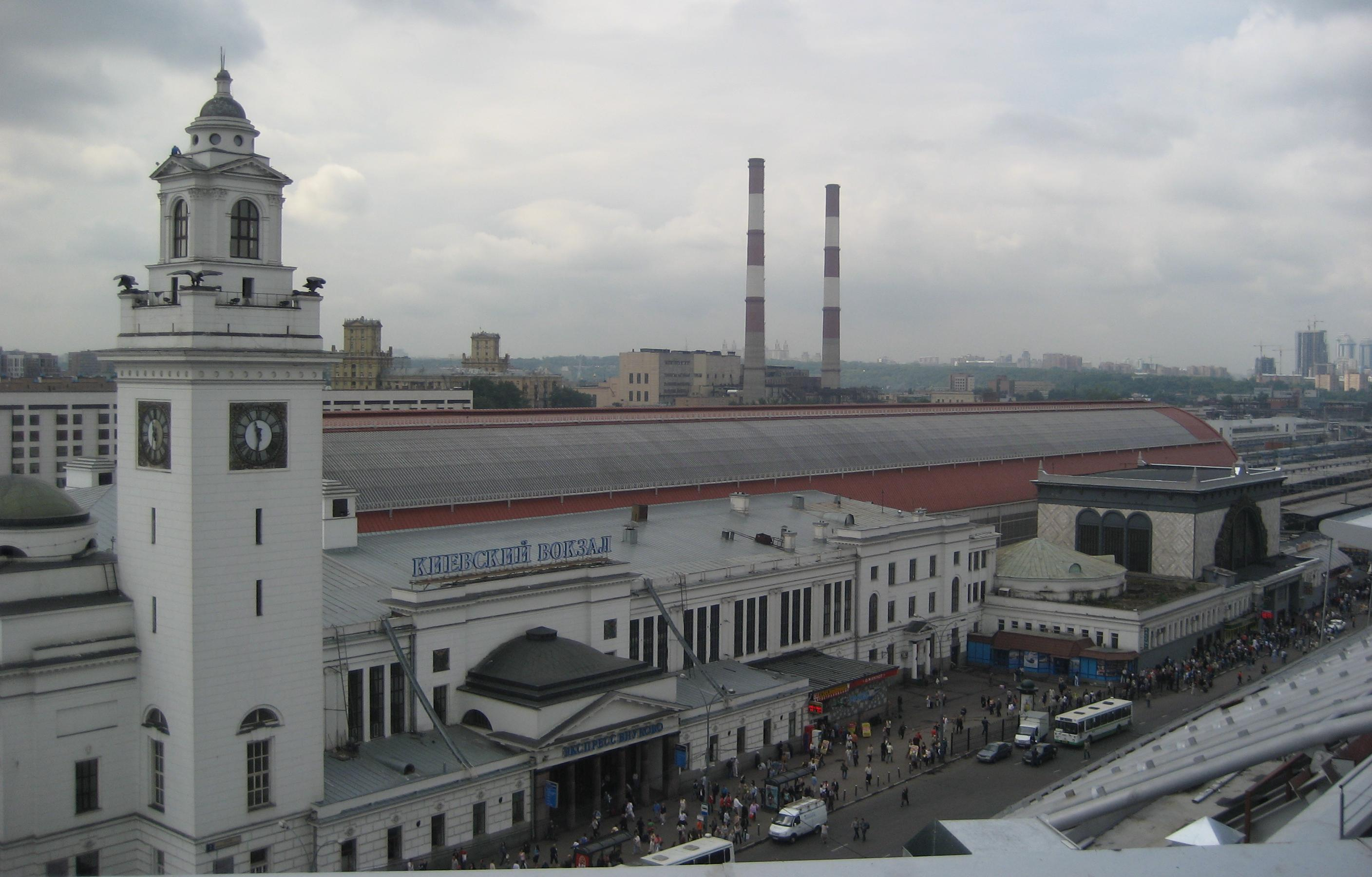
Зовнішній вигляд дебаркадера